# Pelecopsis odontophora
Pelecopsis odontophora là một loài nhện trong họ Linyphiidae.
Loài này thuộc chi Pelecopsis. Pelecopsis odontophora được Wladislaus Kulczynski miêu tả năm 1895.